# Male Koppa, Yelbarga
Male Koppa là một làng thuộc tehsil Yelbarga, huyện Koppal, bang Karnataka, Ấn Độ.